# Aeroportul Liupanshui Yuezhao
Aeroportul Liupanshui Yuezhao (IATA: LPF, ICAO: ZUPS) este un aeroport din Guizhou, Republica Populară Chineză ce deservește zona Liupanshui⁠(d). Aeroportul a fost tranzitat în 2022 de 19.203 pasageri. A fost deschis în 28 noiembrie 2014 și numit după zona deservită.
aeroportul dispune de o singură pistă.